# Pamela Bjorkman
Pamela Jane Bjorkman (também Pamela Jane Björkman; Portland, Oregon, 1956) é uma bioquímica e bióloga molecular estadunidense, professora do Instituto de Tecnologia da Califórnia (Caltech) e do Instituto Médico Howard Hughes.

## Vida
Bjorkman obteve um bacharelado em química na Universidade de Oregon em Eugene, e um Ph.D. em bioquímica na Universidade Harvard em Cambridge, Massachusetts. No pós-doutorado trabalhou com Don Craig Wiley em Harvard e com Mark Morris Davis na Universidade Stanford. Em 1989 oi diretora de um laboratório no Caltech. Foi de 1999 a 2015 pesquisadora do Instituto Médico Howard Hughes.

## Condecorações e associações (seleção)
- 1993 Prêmio William B. Coley[1]
- 1994 Prêmio Internacional da Fundação Gairdner[2]
- 1996 Prêmio Paul Ehrlich e Ludwig Darmstaedter[3]
- 1997 Membro da Academia de Artes e Ciências dos Estados Unidos
- 2001 Membro da Academia Nacional de Ciências dos Estados Unidos
- 2002 Membro da  American Philosophical Society[4]
- 2006 Prêmios L'Oréal-UNESCO para mulheres em ciência
- 2007 Membro da Associação Americana para o Avanço da Ciência